# 158P/Kowal-LINEAR
158P/Kowal-LINEAR – kometa krótkookresowa, należąca do rodziny komet Jowisza.

## Odkrycie
Kometa została odkryta 24 lipca 1979 roku. Jej odkrywcą jest astronom Charles Kowal (Obserwatorium Kitt Peak, Arizona). Później nie była obserwowana. Została ponownie dostrzeżona w ramach programu LINEAR w 2003 roku.

## Orbita komety i jej właściwości fizyczne
Orbita komety 158P/Kowal-LINEAR ma kształt elipsy o mimośrodzie zaledwie 0,029. Przypomina raczej orbitę planetoidy z pasa głównego planetoid. Jej peryhelium znajduje się w odległości 4,58 j.a., aphelium zaś 4,86 j.a. od Słońca. Jej okres obiegu wokół Słońca wynosi 10,25 roku, nachylenie orbity do ekliptyki to wartość 7,9˚.
Jądro tej komety ma rozmiary maks. kilku kilometrów.